# نوشین حسین‌خانی
نوشین ‌خانی (زاده ۸ خرداد ۱۳۶۰) با نام کامل نوشین حسین‌خانی بازیگر سینما، تلویزیون و تئاتر اهل ایران است. او بازیگری را از سال ۱۳۷۶ آغاز کرد و پس از فعالیت‌های گوناگون در عرصه تئاتر به دعوت ایرج قادری در فیلم سام و نرگس در نقش اصلی فیلم به ایفای نقش پرداخت. حسین‌خانی دانش‌آموخته روانشناسی کودک در ایران و رشته پرستاری از هلند است. وی دوره‌های بازیگری را در کلاس‌های مکتب‌خانه هنر زیر نظر افرادی همچون ایرج راد، محمود عزیزی، محمود استاد محمد، علیرضا خمسه، و غیره گذرانده است. خانی در کنار حرفه بازیگری، طراحی صحنه و برنامه‌ریزی پروژه‌های گوناگونی را نیز بر عهده داشته‌است.
وی همسر امید آهنگر بازیگر نقش علی کوچولو است. این زوج در فروردین ۱۳۹۷ به شبکه من‌وتو پیوستند. او در سال ۱۳۹۹ به شبکه ایران اینترنشنال پیوست و در بخش نیمروزی به مرور اخبار شبکه‌های اجتماعی می‌پردازد.

## فیلم‌شناسی

### فیلم سینمایی
- شنگول و منگول (۱۳۶۸)
- دختری با کفش‌های کتانی (۱۳۷۷)
- سام و نرگس (۱۳۷۹)
- جنایت و جنحه (۱۳۸۴)

### فیلم کوتاه
- شریک
- تاوان
- فقط یه آرزو
- انتظار

### مجموعهٔ تلویزیونی
| سال تولید | نام مجموعه       | کرگردان       | توضیحات                     |
| --------- | ---------------- | ------------- | --------------------------- |
| ۱۳۸۶      | شب مهتاب         | شهرام باباپور | مرکز چهارمحال شبکه جهان بین |
| ۱۳۸۶      | چارخونه          | سروش صحت      | بازیگر مهمان                |
| ؟         | دنا              |               |                             |
| ؟         | من و پوتی        |               |                             |
| ۱۳۸۲      | روشنتر از خاموشی | حسن فتحی      | شبکه یک                     |
| ؟         | خانه امن         |               |                             |
| ؟         | باتلاق           |               |                             |

### تئاتر
- دختر گل فروش
- آریاداکاپو
- سه جلد
- رؤیای یک شب نیمه تابستان
- پرنده سبز